# Communauté de communes du Vézelien
Die Communauté de communes du Vézelien ist ein ehemaliger französischer Gemeindeverband (Communauté de communes) im Département Yonne und in der Region Burgund. Er wurde am 1. Januar 2009 gegründet und am 1. Januar 2014 aufgelöst. Seine Gemeinden wurde in die neu geschaffene Communauté de communes Avallon, Vézelay, Morvan integriert.

## Mitglieder
- Asnières-sous-Bois
- Asquins
- Blannay
- Brosses
- Chamoux
- Châtel-Censoir
- Domecy-sur-Cure
- Foissy-lès-Vézelay
- Fontenay-près-Vézelay
- Givry
- Lichères-sur-Yonne
- Montillot
- Pierre-Perthuis
- Saint-Moré
- Saint-Père
- Tharoiseau
- Vézelay
- Voutenay-sur-Cure